# Aeroportul Dundo
Aeroportul Dundo (IATA: DUE, ICAO: FNDU) este un aeroport din Provincia Lunda Norte, Angola ce deservește zona Dundo⁠(d). A fost numit după zona deservită.
Situat la o altitudine de 747 m, aeroportul dispune de o singură pistă.